# Кузьминское (Весьегонский район)
Кузьминское — деревня в Весьегонском муниципальном округе Тверской области.

## География
Деревня находится в северо-восточной части Тверской области на расстоянии приблизительно 25 км на юг по прямой от районного центра города Весьегонск.

## История
Была известна с 1492 года. До 1764 года она входила в вотчину Симонова монастыря. Дворов 33 (1859 год), 49 (1889), 61 (1931), 25 (1963), 15 (1993), 11(2008),. До 2017 года входила в состав Пронинского сельского поселения, с 2017 по 2019 год входила в состав Ивановского сельского поселения до упразднения последнего.

## Население
Численность населения: 202 (1859 год), 227 (1889), 263 (1931), 79 (1963), 22 (1993), 12 (русские 92 %, карелы 8 %) в 2002 году, 10 в 2010, 4 (2020).